# Шпонтак, Иван Иванович
Иван Иванович Шпонтак (укр. Іван Іванович Шпонтак; псевдонимы — «Зализняк», «Дубровник», «Остап»; 12 августа 1919 — 14 апреля 1989) — украинский военный деятель, сотник УПА, командир 27-го тактического отдела «Бастион», командир сотни, впоследствии куреня «Месники», одновременно — шеф штаба ВО-6 «Сан». Рыцарь Серебряного Креста Боевой Заслуги 2-го класса.

## Биография
Родился в 1919 году в селе Волково недалеко от Ужгорода в многодетной крестьянской семье. У него было два брата и две сестры.
После окончания народной школы в родном селе учился в сельскохозяйственной школе в городе Михаловце и Ужгородской учительской семинарии. Член обществ «Пласт», «Просвита», «Учительская община». В конце 30-х годов работал учителем в селе Колочава.
В начале 1939 года ушел добровольцем в Карпатскую Сечь. В марте этого же года после венгерской оккупации края, согласно одним данным, он попал в плен к венграм, откуда его через некоторое время вместе с другими пленными бойцами Карпатской Сечи, по просьбе немецких дипломатов выпустили и депортировали в Германию. Согласно другим — эмигрировал в Словакию, а затем — уже в Германию, где, по одним данным был рабочим по ремонту дорог в Ганновере, по другим — цементного завода.
С октября 1941 числился на службе в вспомогательной полиции во Львове. Окончил Львовскую под-офицерскую школу полиции в звании ефрейтора. В 1943 году его отправили в офицерскую школу полиции в городе Новы-Сонч, которую он закончил за пять месяцев старшим сержантом. Позже назначен заместителем начальника вспомогательной полиции в Раве-Русской.
В конце марта 1944 вместе со всем полицейским подразделением в Раве-Русской перешел в ряды УПА. В апреле 1944 создаёт сотню «Месники», и становится её первым командиром в звании старшего вистуна. Соединение несет ответственность за многочисленные преступления против польских мирных жителей на Любачувщине. Так 19 апреля 1944 года подразделение «Зализняка» сожгло Рудку, убив в ней 58 поляков. 25 апреля оно же уничтожило Вульку-Кровицкую где было убито 9 поляков, а 4 мая, Шпонтак вместе с повятовой боевкой ОУН организовал атаку на Цешанув, где были убиты около 20 поляков.
В сентябре повышен до хорунжего с датой старшинства от 1.10.1944 г. На рубеже 1944-45 гг. сотня «Месники» уже разрослась до куреня. Личный состав отряда пополняли в украинских селах Любачувского повята.
В марте 1945 становится командиром ТО-27 «Бастион», одновременно находясь шефом штаба ВО-6 «Сан». Летом и осенью этого года его отряды ведут упорную борьбу против принудительного выселения украинцев из Любачувщины в УССР.
В январе 1946 командир ВО-6 «Сан» — Мирослав Онышкевич, рекомендовал повысить его до майора, а в мае, не дожидаясь ответа, подал его на повышение до подполковника; ГВШ в августе окончательно признал ему степень сотника с датой старшинства от 22.01.1946 г.
6 января 1947 г. легко ранен в ногу во время схватки. Летом 1947 г. его сотни ведут упорные бои с дивизиями Войска Польского во время Операции «Висла» и несут тяжелые потери. Уже в июле он вынужден расформировать остатки сотен в рои, чтобы ими было легче маневрировать и их питать, но в результате теряет с ними связь; с концом лета курень «Месники» и ТО «Бастион» практически перестают существовать.
В ноябре 1947 года перебрался жить в Словакию к своим родителям, где легализировался под чужим именем и жил до конца пятидесятых годов.
В конце 1958 года Шпонтака всё же опознали спецслужбы Чехословакии. В ночь с 17 на 18 декабря, он был арестован и 1 октября 1959 года депортирован в Польшу, где был осужден районным судом в Пшемысле к смертной казни через повешение. 3 июня 1961 смертная казнь заменена на пожизненное заключение. 20 лет находился в тюрьмах.
Освобожден 4 ноября 1981 и вернулся в Словакию.
Умер 14 апреля 1989 в Великих Калушанах.